# Gladiolus (Schiff, 1940)
HMS Gladiolus war die erste Korvette der Flower-Klasse der Royal Navy.
Kiellegung war am 19. Oktober 1939 bei Smiths Dock Company am Fluss Tees. Der Stapellauf erfolgte am 24. Januar 1940, die Indienststellung war am 6. April des Jahres. Gladiolus nahm an der Schlacht im Atlantik des Zweiten Weltkriegs teil und wurde in erster Linie im Geleitschutz für Konvois im Nordatlantik eingesetzt. Das Schiff wurde in Folge von Kampfhandlungen am 16. Oktober 1941 versenkt.

## Geschichte
Nach der Indienststellung wurde Gladiolus dem Western Approaches Geleitdienst zugeteilt. In den 18 Monaten ihrer Dienstzeit eskortierte sie über 40 Konvois, von denen über ein Dutzend angegriffen wurden; Gladiolus war an vier großen Konvoischlachten und der Versenkung von drei U-Booten beteiligt.
Am 28. Juni 1940 barg Gladiolus 35 Überlebende des Dampfers Llanarth, der von Fritz-Julius Lemps U 30 torpediert und versenkt worden war.
Gladiolus war wesentlich an der Versenkung von U 26 am 1. Juli 1940 beteiligt. Dieses war die erste Versenkung eines U-Boots durch eine Korvette.
Im April 1941 nahm Gladiolus an den Gefechten um den Geleitzug HX 121 teil. Am 28. April wurde Gladiolus zusammen mit den Zerstörern HMS Roxborough and Leamington entsandt, um das Geleit von HX 121 angesichts ständiger Angriffe zu verstärken. Die Einheiten griffen erfolglos U 96 an. Am 29. April rettete Gladiolus Überlebende des Dampfers Beacon Grange, der von U 552 torpediert worden war.
Im Juni 1941 wurde Konvoi HX 133 angegriffen; Gladiolus wurde vom Geleit des Konvois OB 335 abgezogen, um HX 133 zu unterstützen. In der Nacht zum 25. Juni wurde U 71 gesichtet und angegriffen. Der Versuch der Korvette, das U-Boot zu rammen, schlug fehl. Gemeinsam mit HMS Nasturtium wurde U 71 zum Auftauchen gezwungen, artilleristisch beschossen und für versenkt erklärt. Dem Boot gelang jedoch die Rückkehr in den Stützpunkt.
Am 27. Juni griff U 556 den Konvoi an, wurde von Nasturtium, Celandine und Gladiolus bekämpft und schließlich zum Auftauchen gezwungen. Der Kommandant, Kapitänleutnant Herbert Wohlfarth, ging mit der Besatzung von Bord und versenkte sein Boot, bevor es vom Gegner gesichert werden konnte.
Im September 1941 war Gladiolus an der Schlacht um Konvoi SC 42 beteiligt. 17 alliierte Dampfer wurden unter Verlust von 2 U-Booten versenkt; es handelte sich um die verlustreichste Konvoischlacht des Kriegs im Nordatlantik.
Gladiolus wurde daraufhin der Newfoundland Local Escort Group zugeteilt. Im Oktober 1941 war das Schiff am Geleit für Konvoi SC 48 beteiligt.

## Verbleib
Gladiolus wurde in der Nacht vom 16. auf den 17. Oktober 1941 während des Geleits für Konvoi SC 48 versenkt. Der Grund für den Untergang konnte zunächst nicht festgestellt werden. Spätere Untersuchungen führten zu dem Ergebnis, dass U 553 verantwortlich war.